# Wahlkreis Niederschlesische Oberlausitz 1
Der Wahlkreis  Niederschlesische Oberlausitz 1 war ein Landtagswahlkreis zu den sächsischen Landtagswahlen 1994 bis 2009. Er hatte zu diesen Wahlen die Wahlkreisnummer 56.

## Wahlkreisgebiet
Der Wahlkreis Niederschlesische Oberlausitz 1 wurde 1994 aus dem früheren Wahlkreis Weißwasser gebildet.
In der folgenden Tabelle sind die Veränderungen des Wahlkreisgebietes zwischen 1994 und 2009 dargestellt.
| Wahljahr | Städte und Gemeinden | Zugang                                                                                           | Abgang                                                | Wahlberechtigte |
| -------- | --- | ------------------------------------------------------------------------------------------------ | ----------------------------------------------------- | --------------- |
| 2009     | Bad Muskau, Boxberg (Eingemeindung von Uhyst), Gablenz, Groß Düben, Hähnichen, Klitten, Krauschwitz, Kreba-Neudorf, Rietschen, Rothenburg/O.L., Schleife, Trebendorf, Weißkeißel, Weißwasser | Hähnichen, Rothenburg/O.L. (Wahlkreis Niederschlesische Oberlausitz 2)                           |                                                       | 43.545          |
| 2004     | Bad Muskau, Boxberg, Gablenz, Groß Düben, Klitten, Krauschwitz, Kreba-Neudorf, Rietschen, Schleife, Trebendorf, Uhyst, Weißkeißel, Weißwasser | Klitten, Kreba-Neudorf (Wahlkreis Niederschlesische Oberlausitz 2)                               | Hähnichen (Wahlkreis Niederschlesische Oberlausitz 2) | 40.812          |
| 1999     | Bad Muskau, Boxberg (Eingemeindung von Bärwalde, Kringelsdorf, Reichwalde), Gablenz (Eingemeindung von Kromlau), Groß Düben (Eingemeindung von Halbendorf), Hähnichen, Krauschwitz, Rietschen, Schleife (Eingemeindung von Mulkwitz und Rohne), Trebendorf (Eingemeindung von Mühlrose), Uhyst, Weißkeißel, Weißwasser | Hähnichen, Uhyst (Wahlkreis Niederschlesische Oberlausitz 2), Bärwalde (Wahlkreis Westlausitz 2) |                                                       | 42.613          |
| 1994     | Bad Muskau, Boxberg, Gablenz, Groß Düben, Halbendorf, Krauschwitz, Kringelsdorf, Kromlau, Mühlrose, Mulkwitz, Reichwalde, Rietschen, Rohne, Schleife, Trebendorf, Weißkeißel, Weißwasser |                                                                                                  |                                                       | 40.283          |

Für die Landtagswahlen 2014 wurde erneut die Wahlkreisstruktur in Sachsen verändert. Das Gebiet des Wahlkreises Niederschlesische Oberlausitz 1 wurde Teil des Wahlkreise Görlitz 1.

## Wahl 2009
| Amtliches Endergebnis der Landtagswahl am 30. August 2009 in Sachsen im Wahlkreis 056 Niederschlesische Oberlausitz 1 (Ergebnisse in Prozent) |

| Direktkandidat      | Partei          | Erststimmen in % | Zweitstimmen in % |
| ------------------- | --------------- | ---------------- | ----------------- |
| Lothar Bienst       | CDU             | 31,2             | 36,4              |
| Wolfgang Kotissek   | Die Linke       | 23,5             | 22,6              |
| Thomas Jurk         | SPD             | 24,7             | 15,7              |
| Michael Ackermann   | NPD             | 8,1              | 8,3               |
| Eduard Luhmann      | FDP             | 9,0              | 7,8               |
| Michaela Priehäußer | GRÜNE           | 3,4              | 3,0               |
| –                   | Tierschutz      | –                | 2,0               |
| –                   | PBC             | –                | 0,3               |
| –                   | BüSo            | –                | 0,2               |
| –                   | DSU             | –                | 0,1               |
| –                   | REP             | –                | 0,2               |
| –                   | Freie Sachsen   | –                | 1,6               |
| –                   | FP Deutschlands | –                | 0,1               |
| –                   | Humanwirtschaft | –                | 0,0               |
| –                   | Piraten         | –                | 1,5               |
| –                   | SVP             | –                | 0,2               |

## Wahl 2004
Die Landtagswahl 2004 hatte folgendes Ergebnis:
| Direktkandidat    | Partei     | Erststimmen in % | Zweitstimmen in % |
| ----------------- | ---------- | ---------------- | ----------------- |
| Helma Orosz       | CDU        | 42,7             | 38,1              |
| Wolfgang Kotissek | PDS        | 26,7             | 28,2              |
| Thomas Jurk       | SPD        | 13,5             | 11,2              |
| Ernst Opitz       | GRÜNE      | 2,8              | 2,3               |
| Ulrich Becker     | NPD        | 9,4              | 10,1              |
| Sebastian Bergs   | FDP        | 4,9              | 5,2               |
| –                 | DSU        | –                | 0,3               |
| –                 | PBC        | –                | 0,5               |
| –                 | GRAUE      | –                | 0,9               |
| –                 | BüSo       | –                | 0,4               |
| –                 | AUFBRUCH   | –                | 0,8               |
| –                 | DGG        | –                | 0,5               |
| –                 | Tierschutz | –                | 1,5               |

## Wahl 1999
Die Landtagswahl 1999 fand am 19. September 1999 statt und hatte folgendes Ergebnis für den Wahlkreis Niederschlesische Oberlausitz 1
| Direktkandidat   | Partei          | Erststimmen in % | Zweitstimmen in % |
| ---------------- | --------------- | ---------------- | ----------------- |
| Ludwig Thomaschk | CDU             | 43,7             | 50,9              |
| Thomas Jurk      | SPD             | 22,6             | 12,6              |
| Hella Gramer     | PDS             | 26,9             | 26,0              |
|                  | GRÜNE           |                  | 01,6              |
| Helmut Knobloch  | F.D.P.          | 02,7             | 01,0              |
|                  | BüSo            |                  | 00,1              |
|                  | DSU             |                  | 00,2              |
|                  | GRAUE           |                  | 00,4              |
|                  | REP             |                  | 01,1              |
| -                | FP Deutschlands | -                | 00,1              |
| -                | pro DM          | -                | 02,6              |
| -                | KPD             | -                | 00,1              |
| Ulrich Becker    | NPD             | 04,1             | 03,0              |
| -                | Forum           | -                | 00,2              |
| -                | PBC             | -                | 00,2              |

Es waren 42.613 Personen wahlberechtigt. Die Wahlbeteiligung lag bei 57,1 %. Von den abgegebenen Stimmen waren 1,6 % ungültig. Als Direktkandidat wurde Ludwig Thomaschk (CDU) gewählt. Er erreichte 43,7 % aller gültigen Stimmen.

## Wahl 1994
Die Landtagswahl 1994 fand am 11. September 1994 statt und hatte folgendes Ergebnis für den Wahlkreis Niederschlesische  Oberlausitz 1:
| Direktkandidat   | Partei | Erststimmen in % | Zweitstimmen in % |
| ---------------- | ------ | ---------------- | ----------------- |
| Ludwig Thomaschk | CDU    | 39,5             | 51,8              |
|                  | SPD    | 26,7             | 17,7              |
|                  | F.D.P. | 06,6             | 01,7              |
|                  | GRÜNE  | 05,9             | 03,5              |
|                  | DSU    |                  | 00,3              |
|                  | REP    |                  | 01,4              |
|                  | Forum  | -                | 00,4              |
|                  | PDS    | 21,4             | 22,9              |
|                  | SPS    | -                | 00,3              |

Es waren 40.283 Personen wahlberechtigt. Die Wahlbeteiligung lag bei 49,1 %. Von den abgegebenen Stimmen waren 1,4 % ungültig. Als Direktkandidat wurde  Ludwig Thomaschk (CDU) gewählt. Er erreichte 39,5 % aller gültigen Stimmen.